# 石川県警察部
石川県警察部（いしかわけんけいさつぶ）は、戦前の内務省監督下の石川県が設置した府県警察部であり、石川県内を管轄区域とする。
1948年（昭和23年）3月6日に廃止となり、石川県警察部は国家地方警察石川県本部と金沢市警察などの自治体警察に再編されることになった。

## 沿革
- 1875年（明治8年）12月　石川県庁に第四課を設置。
- 1880年（明治13年）4月　石川県警察本署に改称。
- 1886年（明治19年）7月　石川県警察本部に改称。
- 1890年（明治23年）10月　石川県警察部に改称。
- 1905年（明治38年）4月　石川県第四部に改称。
- 1907年（明治40年）7月　石川県警察部に改称。
- 1928年（昭和3年）7月　特別高等警察課を設置。
- 1945年（昭和20年）10月　特別高等警察が廃止。

## 組織
1927年（昭和2年）時点
- 警務課
- 高等警察課
- 刑事課
- 保安課
- 衛生課
- 工場課

## 警察署
1927年（昭和2年）時点
- 広坂警察署
- 玉川警察署
- 金石警察署
- 大聖寺警察署
- 小松警察署
- 寺井警察署
- 松任警察署
- 鶴来警察署
- 津幡警察署
- 羽咋警察署
- 富来警察署
- 七尾警察署
- 輪島警察署
- 穴水警察署
- 宇出津警察署
- 飯田警察署

## 歴代部長
| 代 | 官職名                 | 氏名       | 就任日         | 退任日         | 前職                   | 後職                     | 備考                 |
| -- | ---------------------- | ---------- | -------------- | -------------- | ---------------------- | ------------------------ | -------------------- |
| 1  | 警部長 警察本署長      | 小倉信近   | 1882年3月1日   | 1882年4月20日  | 石川県二等警部兼典獄   | 依願免本官               |                      |
| 2  | 警部長 警察本署長      | 園田安賢   | 1882年4月20日  | 1882年6月22日  | 内務権少書記官         | 石川県大書記官           |                      |
| 3  | 警部長 警察本署長      | 渡辺佳介   | 1882年6月22日  | 1885年7月9日   | 石川県警部兼典獄       | 岡山県警部長             |                      |
| 4  | 警部長 警察本署長      | 中屋重道   | 1885年7月11日  | 1886年7月20日  | 内務二等属             | -                        |                      |
| 4  | 警部長 警察本部長      | 中屋重道   | 1886年7月20日  | 1887年10月25日 | -                      | 検事                     |                      |
| 5  | 警部長 警察本部長      | 野間口兼一 | 1887年10月25日 | 1890年10月11日 | 長崎県警部長           | 兵庫県警部長             |                      |
| 6  | 警部長 警察部長        | 税所篤一   | 1890年10月11日 | 1892年7月27日  | 新潟県警部長           | 岐阜県警部長             |                      |
| 7  | 警部長 警察部長        | 丸山重俊   | 1892年7月27日  | 1893年11月20日 | 岐阜県警部長           | 免本官                   |                      |
| 8  | 警部長 警察部長        | 矢田部正竨 | 1893年11月29日 | 1897年4月26日  | 元徳島県警部長         | 富山県書記官             |                      |
| 9  | 警部長 警察部長        | 宮内愛亮   | 1897年4月26日  | 1897年5月21日  |                        | 大分県警部長             |                      |
| 10 | 警部長 警察部長        | 小林三郎   | 1897年5月21日  | 1899年4月8日   | 大阪府典獄             | 山口県警部長             |                      |
| 11 | 警部長 警察部長        | 西久保弘道 | 1899年4月8日   | 1900年1月20日  | 愛知県参事会           | 山梨県書記官             |                      |
| 12 | 警部長 警察部長        | 浜田恒之助 | 1900年1月20日  | 1900年7月5日   | 山梨県警部長           | 宮城県警部長             |                      |
| 13 | 警部長 警察部長        | 玉置慶次郎 | 1900年7月5日   | 1901年8月20日  | 奈良県警部長           | 高知県書記官             |                      |
| 14 | 警部長 警察部長        | 白上俊一   | 1901年8月20日  | 1903年7月16日  | 香川県警部長           | 宮城県警部長             |                      |
| 15 | 警部長 警察部長        | 永田幸太郎 | 1903年7月16日  | 1904年9月7日   | 福島県警部長           | 非職                     |                      |
| 16 | 警部長 警察部長        | 茂泉敬孝   | 1904年9月7日   | 1905年4月19日  | 北海道庁参事官         | -                        |                      |
| 16 | 事務官 第四部長 警務長 | 茂泉敬孝   | 1905年4月19日  | 1906年4月17日  | -                      | 新潟県事務官・第四部長   |                      |
| 17 | 事務官 第四部長 警務長 | 小浜松次郎 | 1906年4月17日  | 1907年1月14日  | 宮城県事務官・第四部長 | 警視庁警視・第二部長     |                      |
| 18 | 事務官 第四部長 警務長 | 力石雄一郎 | 1907年1月14日  | 1907年7月13日  | 岩手県事務官・第四部長 | -                        |                      |
| 18 | 事務官 警察部長 警務長 | 力石雄一郎 | 1907年7月13日  | 1907年11月6日  | -                      | 関東都督府民政署長       |                      |
| 19 | 事務官 警察部長 警務長 | 永田秀次郎 | 1907年11月8日  | 1908年10月9日  | 大分県事務官・警察部長 | 熊本県事務官・警察部長   |                      |
| 20 | 事務官 警察部長 警務長 | 石原磊三   | 1908年10月9日  | 1910年10月1日  | 岩手県事務官・警察部長 | 内務書記官               |                      |
| 21 | 事務官 警察部長 警務長 | 山県治郎   | 1910年10月1日  | 1912年12月30日 | 静岡県事務官           | 神奈川県事務官・警察部長 |                      |
| 22 | 事務官 警察部長 警務長 | 高橋守雄   | 1912年12月30日 | 1913年6月13日  | 佐賀県事務官           |                          |                      |
| 23 | 警察部長               | 佐々木秀司 | 1913年6月13日  | 1915年2月2日   | 栃木県事務官           | 群馬県警察部長           |                      |
| 24 | 警察部長               | 大島破竹郎 | 1915年2月2日   | 1916年4月28日  | 群馬県警察部長         | 熊本県警察部長           |                      |
| 25 | 警察部長               | 松村義一   | 1916年4月28日  | 1919年4月19日  | 鳥取県理事官           | 広島県警察部長           |                      |
| 26 | 警察部長               | 岩井正次郎 | 1919年4月19日  | 1921年6月3日   | 検事                   | 福井県内務部長           |                      |
| 27 | 警察部長               | 兼子悌次   | 1921年6月3日   |                | 京都府葛野郡長         | 休職                     |                      |
| 28 | 警察部長               | 藤岡長和   | 1924年6月27日  | 1924年12月20日 | 兵庫県理事官           | -                        |                      |
| 28 | 書記官 警察部長        | 藤岡長和   | 1924年12月20日 | 1926年8月5日   | -                      | 長野県書記官・警察部長   |                      |
| 29 | 書記官 警察部長        | 土屋耕二   | 1926年8月5日   | 1927年5月17日  | 広島県書記官           | 長野県書記官・警察部長   |                      |
| 30 | 書記官 警察部長        | 本間太郎   | 1927年5月17日  | 1927年7月17日  | 高知県書記官・警察部長 | 死去                     |                      |
| 31 | 書記官 警察部長        | 中村安次郎 | 1927年7月19日  | 1929年2月6日   | 内務事務官             | 新潟県書記官・警察部長   |                      |
| 32 | 書記官 警察部長        | 歌川貞忠   | 1929年2月6日   | 1929年7月8日   | 高知県書記官・警察部長 | 福島県書記官・警察部長   |                      |
| 33 | 書記官 警察部長        | 麻生亮蔵   | 1929年7月8日   | 1930年8月28日  | 群馬県書記官・警察部長 | 三重県書記官・警察部長   |                      |
| 34 | 書記官 警察部長        | 田中蔵六   | 1930年8月28日  | 1931年12月24日 | 三重県書記官・警察部長 | 長野県書記官・警察部長   |                      |
| 35 | 書記官 警察部長        | 辻野三郎   | 1931年12月24日 | 1932年3月5日   | 島根県書記官・警察部長 | 佐賀県書記官・内務部長   |                      |
| 36 | 書記官 警察部長        | 歌田千勝   | 1932年3月5日   | 1932年6月30日  | 山形県書記官・警察部長 | 静岡県書記官・警察部長   |                      |
| 37 | 書記官 警察部長        | 八田三郎   | 1932年6月30日  | 1934年5月4日   | 奈良県書記官・学務部長 | 拓務書記官               |                      |
| 38 | 書記官 警察部長        | 富田健治   | 1934年5月4日   | 1935年1月19日  | 拓務書記官             | 大阪府書記官・警察部長   |                      |
| 39 | 書記官 警察部長        | 永井浩     | 1935年1月19日  | 1936年4月25日  | 滋賀県書記官・学務部長 | 愛知県書記官・学務部長   |                      |
| 40 | 書記官 警察部長        | 山田武雄   | 1936年4月25日  | 1937年7月8日   | 富山県書記官・警察部長 | 新潟県書記官・経済部長   |                      |
| 41 | 書記官 警察部長        | 斎藤亮     | 1937年7月8日   | 1937年9月2日   | 奈良県書記官・警察部長 | 内務書記官 （応召）      |                      |
| -  | 警察部長代理           | 倉科幸内   | 1937年9月18日  | 1938年1月11日  | -                      | -                        |                      |
| 42 | 書記官 警察部長        | 高橋庸弥   | 1938年1月11日  | 1939年1月11日  | 警視庁特高第二課長     | 内務省港湾課長           |                      |
| 43 | 書記官 警察部長        | 山田俊介   | 1939年1月11日  | 1940年4月10日  | 愛媛県書記官・警察部長 | 熊本県書記官・警察部長   |                      |
| 44 | 書記官 警察部長        | 安田穣     | 1940年4月10日  | 1941年5月9日   | 高知県書記官・警察部長 | 和歌山県書記官・総務部長 |                      |
| 45 | 書記官 警察部長        | 坂本宗武   | 1941年5月9日   | 1942年11月1日  | 関東州庁警察部長       | -                        |                      |
| 45 | 部長 警察部長          | 坂本宗武   | 1942年11月1日  | 1943年7月1日   | -                      | 滋賀県部長・内政部長     |                      |
| 46 | 部長 警察部長          | 内海清     | 1943年7月1日   | 1944年8月2日   | 関東州庁警察部長       | 茨城県経済第二部長       |                      |
| 47 | 部長 警察部長          | 清水芳一   | 1944年8月2日   | 1945年10月13日 | 内務書記官             | 休職                     |                      |
| 48 | 部長 警察部長          | 増本甲吉   | 1945年10月13日 | 1945年10月27日 | -                      | -                        | 兼任 本務:石川県部長 |
| 49 | 部長 警察部長          | 谷口幸三   | 1945年10月27日 | 1946年4月1日   | 東北地方総監府副参事   | -                        |                      |
| 49 | 地方事務官 警察部長    | 谷口幸三   | 1946年4月1日   | 1946年7月13日  | -                      | 新潟県警察部長           |                      |
| 50 | 地方事務官 警察部長    | 安堂誠一   | 1946年7月13日  | 1947年5月2日   | 内務省監察官           | 滋賀県警察部長           |                      |
| 51 | 地方事務官 警察部長    | 長岡篤     | 1947年5月2日   | 1948年3月6日   | 佐賀県警察部長         | 仙台警察管区総務部長     |                      |

## 主な事件
- 璽光尊事件